# Saint-Denis-d’Augerons
Saint-Denis-d’Augerons település Franciaországban, Eure megyében. Lakosainak száma 77 fő (2022. január 1.). Saint-Denis-d’Augerons Montreuil-l’Argillé, Saint-Pierre-de-Cernières, Mélicourt, Notre-Dame-du-Hamel, Saint-Laurent-du-Tencement és Verneusses községekkel határos.

## Népesség
A település népessége az elmúlt években az alábbi módon változott:
| Lakosok száma | 144  | 109  | 92   | 87   | 89   | 91   | 85   | 82   | 80   | 77   |
|               | 1968 | 1982 | 1990 | 2006 | 2013 | 2015 | 2017 | 2019 | 2020 | 2022 |